# Havelock Ellis
Henry Havelock Ellis,  conhecido como Havelock Ellis (2 de fevereiro de 1859 - 8 de julho de 1939), foi um médico e psicólogo  britânico, escritor e reformador social que estudou a sexualidade humana. Foi co-autor, em 1897, do primeiro livro médico em inglês sobre a homossexualidade e também publicou trabalhos sobre uma variedade de práticas e inclinações sexuais, incluindo a psicologia dos transgéneros. É-lhe creditada a introdução das noções de narcisismo e auto-erotismo, mais tarde adotada pelos psicanalistas. Também foi pioneiro nos estudos sobre drogas psicodélicas, tendo publicados realtos sobre sua propria expericencia com mescalina em1897. Ellis apoiava a eugenia e foi vice-presidente da Eugenics Education Society de 1909 até 1912. 

## Início da vida e carreira docente
Ellis, filho de Edward Peppen Ellis e Susannah Mary Wheatley, nasceu em Croydon, nesse tempo uma pequena vila ao sul de Londres. Tinha quatro irmãs, todas solteiras. O seu pai era um capitão da marinha, a sua mãe era filha de um capitão da marinha e muitos dos seus familiares viviam perto do mar. Aos sete anos de idade, o seu pai levou-o numa das suas viagens, durante a qual escalaram os portos de Sydney, Callao e Antuérpia. Depois de regressar, Ellis frequentou a os colégios francês e alemão, perto de Wimbledon e, mais tarde, uma escola em Mitcham.
Em abril de 1875, Ellis viajou para a Austrália no navio do seu pai; logo após sua chegada a Sydney, arranjou emprego como um professor numa escola particular. Quando se descobriu que não tinha habilitações académicas para o cargo, passou a ser professor particular de uma família que vivia a poucos quilómetros de Carcoar. Passou lá um ano, lendo muito, até que conseguiu um lugar como professor numa escola primária em Grafton. O diretor tinha morrido e Ellis ficou responsável pela escola nesse ano, mas era muito jovem e inexperiente para ser bem sucedido.
No final do ano, regressou a Sydney e após 3 meses de formação, recebeu o encargo dirigir 2 escolas primárias públicas a tempo parcial, uma em Sparkes Creek e outra em Junction Creek. Residiu por uma ano na casa da escola em Sparkes Creek, o ano que acabou por ser o mais agitado de sua vida até então. Escreveu sobre esse período: "Na Austrália, o meu corpo ficou mais robusto, alcancei paz de alma, descobri o meu destino de vida, consegui decidir qual a minha vocação profissional, tornei-me um artista em literatura ... estes cinco pontos abrangem tudo o que fiz no mundo. Provavelmente poderia ter atingido algumas destas coisas mesmo sem a ajuda do ambiente australiano, quase tudo, a maioria delas nunca teria alcançado tão completamente se o destino não me tivesse atirado para a solidão de Liverpool Range ". [carece de fontes?]

## Medicina e psicologia
Ellis voltou para Inglaterra em abril de 1879. Decidiu dedicar-se ao estudo do sexo e achou que o seu primeiro passo deveria ser licenciar-se em medicina. Estudou na Escola Hospital de St.Thomas mas nunca praticou regularmente a medicina. Financiou os seus estudos com auxílio de um pequeno legado  e também dos rendimentos auferidos com a edição de obras na Mermaid Series de teatro menor do periodo de Isabel e Jaime de Inglaterra. Ingressou na The Fellowship of the New Life em 1883, onde conheceu dois outros grandes reformadores sociais, Edward Carpenter e George Bernard Shaw.
A tradução para inglês de 1897 do livro de Ellis, Inversão Sexual , em co-autoria com John Addington Symonds e publicado originalmente em alemão em 1896, foi o primeiro livro médico em sobre a homossexualidade. Nele, Ellis descreve as relações sexuais dos homossexuais, incluindo a pederastia. Ellis foi o primeiro a fazer um estudo objetivo sobre a homossexualidade, sem cair na tendência da época de a carategoriza-la como doença, imoralidade ou crime. A sua obra apresenta o amor homossexual como transcendendo os tabus de idade, bem como os tabus do género. Sete dos vinte e um casos de estudo são casos de relacionamentos inter-geracional.
Em 1897, um livreiro foi processado por possuir livro de Ellis. Embora o termo homossexual  seja atribuído a Ellis, que escreveu em 1897, "'homossexual' é uma palavra barbaramente híbrida e eu não reivindico nenhuma responsabilidade pela sua criação."  Foi composta a partir de uma palavra de raiz grega e outra latinas.
Ellis desenvolveu outros conceitos psicológicos importantes, tais como auto-erotismo e narcisismo,, os quais foram posteriormente aprofundados por Sigmund Freud.  A influência de Ellis pode ter chegado a Radclyffe Hall, que teria cerca de 17 anos de idade quando Inversão Sexual  foi publicado. Mais tarde, ela refere-se a si mesma como invertida sexual e escreveu sobre mulheres "invertidas" em Miss Ogilvy Finds Herself  e O Poço da Solidão .
Ellis estudou o que hoje são chamados de fenómenos transgéneros. Juntamente com Magnus Hirschfeld e Havelock Ellis é considerado uma figura importante na história da sexologia por ter estabelecido uma nova categoria distinto da noção de homossexualidade. Sabendo dos estudos de Hirschfeld sobre o travestismo, mas em desacordo com a sua terminologia, Ellis propôs, em 1913, o termo inversão sexo-estética  para descrever o fenómeno. Em 1920, cunhou o termo eonismo , que deriva do nome da figura histórica, Chevalier d'Eon. Ellis explicou:
| “ | Tal como o vejo, do lado psíquico, o eonista encarna, em grau extremo, a atitude estética da imitação e da identificação com o objeto admirado. É normal para um homem identificar-se com a mulher que ama. O eonista leva esta identificação longe de mais, estimulado por um elemento feminino e sensível nele próprio, associado a uma virilidade alterada por causas eventualmente neuróticas. | ” |

Ellis achou que o eonismo era "uma alteração extremamente comum" e "a mais frequente a seguir à homossexualidade no campo dos desvios sexuais" e classificou-o "entre as formas de transição ou intermédias da sexualidade". Ellis postulou que uma "ligação muito forte com a mãe" pode incentivar o eonismo, mas também considerou que "provavelmente tem por base algum desequilíbrio endócrino".

## Casamento
Em novembro de 1891, com 32 de idade e ainda virgem, Ellis casou-se com a escritora inglesa e defensora dos direitos das mulheres, Edith Lees. Desde o início, o seu casamento foi pouco convencional, uma vez que Edith Lees era abertamente lésbica. No final da lua de mel, Ellis voltou para seus aposentos de solteiro em Paddington. O seu "casamento aberto" foi o tema central da sua autobiografia, My Life .
De acordo com Ellis em My Life, os seus amigos achavam muita graça a que ele fosse considerado um especialista em sexo. Alguns tinham conhecimento que ele foi impotente até aos 60 anos de idade. Só então descobriu que se podia excitar com a visão de uma mulher a urinar. Ellis denominou este fenómeno de "undinism". Atualmente, é mais comumente chamado de urofilia.

## Eugenia
Ellis era um defensor da eugenia, tendo sido vice-presidente da Eugenics Education Society e escreveu sobre este assunto em The Task of Social Hygiene .
"Eventually, it seems evident, a general system, whether private or public, whereby all personal facts, biological and mental, normal and morbid, are duly and systematically registered, must become inevitable if we are to have a real guide as to those persons who are most fit, or most unfit to carry on the race."

## Obras
- The Criminal  (1890)
- The New Spirit  (1890)
- The Nationalisation of Health  (1892)
- Man and Woman: A Study of Secondary and Tertiary Sexual Characteristics  (1894) (revisto em 1929)
- translator: Germinal  (por Zola) (1895) (reeditado em 1933)
- Sexual Inversion  (1897) (com J.A. Symonds)[8]
- Affirmations  (1898)
- The Evolution of Modesty, The Phenomena of Sexual Periodicity, Auto-Erotism  (1900)[9]
- The Nineteenth Century  (1900)
- Analysis of the Sexual Impulse, Love and Pain, The Sexual Impulse in Women  (1903)[10]
- A Study of British Genius  (1904)
- Sexual Selection in Man  (1905)[11]
- Erotic Symbolism, The Mechanism of Detumescence, The Psychic State in Pregnancy  (1906)[12]
- The Soul of Spain  (1908)
- Sex in Relation to Society  (1910)[13]
- The Problem of Race-Regeneration  (1911)
- The World of Dreams  (1911)
- The Task of Social Hygiene  (1912)
- Impressions and Comments  (1914–1924) (3 vols.)[14]
- Essays in War-Time  (1916)[15]
- The Philosophy of Conflict  (1919)
- On Life and Sex: Essays of Love and Virtue  (1921)
- Kanga Creek: An Australian Idyll  (1922)[16]
- Little Essays of Love and Virtue  (1922)
- The Dance of Life  (1923)[17]
- Sonnets, with Folk Songs from the Spanish  (1925)
- Eonism and Other Supplementary Studies  (1928)
- The Art of Life  (1929) (seleção e edição de S. Herbert)
- More Essays of Love and Virtue  (1931)
- ed.: James Hinton: Life in Nature  (1931)
- Views and Reviews  (1932)[18]
- Psychology of Sex  (1933)
- ed.: Imaginary Conversations and Poems: A Selection , by Walter Savage Landor (1933)
- Chapman  (1934)
- My Confessional  (1934)
- Questions of Our Day  (1934)
- From Rousseau to Proust  (1935)
- Selected Essays  (1936)
- Poems  (1937) (selecionados por John Gawsworth; pseudónimo de T. Fytton Armstrong)
- Love and Marriage  (1938) (com outros)
- My Life  (1939)
- Sex Compatibility in Marriage  (1939)
- From Marlowe to Shaw  (1950) (ed. por J. Gawsworth)
- The Genius of Europe  (1950)
- Sex and Marriage  (1951) (ed. por J. Gawsworth)
- The Unpublished Letters of Havelock Ellis to Joseph Ishill  (1954)

## Leitura Complementar
- Grosskurth, Phyllis (1980). Havelock Ellis: A Biography.  New York: Random House.
- Nathan Hale: Freud and the Americans: The Beginnings of Psychoanalysis in the United States, 1876-1917.  Freud in America , Volume 1, Publisher: Oxford University Press, USA; First Edition edition 1971, ISBN 0195014278